# Satz von König (Mengenlehre)
Der Satz von König ist ein Satz aus der Mengenlehre, der von dem ungarischen Mathematiker Julius König 1905 entdeckt wurde. Der Satz ist eine strikte Ungleichung zwischen zwei Kardinalzahlen.

## Aussage
Für eine Familie {\displaystyle \langle \kappa _{i}\mid i\in I\rangle } von Kardinalzahlen ist die Summe dieser Kardinalzahlen die Mächtigkeit der disjunkten Vereinigung von Mengen der Mächtigkeit {\displaystyle \kappa _{i}},
{\displaystyle \sum _{i\in I}\kappa _{i}=\vert \bigcup _{i\in I}M_{i}\vert ,}
und das Produkt die Mächtigkeit des kartesischen Produkts,
{\displaystyle \prod _{i\in I}\kappa _{i}=|\prod _{i\in I}M_{i}|=\vert \{f\colon I\to \textstyle \bigcup _{i\in I}M_{i}\mid \forall i\in I\ f(i)\in M_{i}\}\vert .}
Hierbei sind die {\displaystyle M_{i}} paarweise disjunkte Mengen mit {\displaystyle \vert M_{i}\vert =\kappa _{i}}, zum Beispiel {\displaystyle M_{i}=\kappa _{i}\times \{i\}}.
Die Wohldefiniertheit beider Operationen folgt aus dem Auswahlaxiom.
Der Satz von König besagt nun:
Für zwei Kardinalzahlfolgen {\displaystyle \langle \kappa _{i}\mid i\in I\rangle } und {\displaystyle \langle \lambda _{i}\mid i\in I\rangle } mit {\displaystyle \kappa _{i}<\lambda _{i}} für alle {\displaystyle i\in I} gilt:
{\displaystyle \sum _{i\in I}\kappa _{i}<\prod _{i\in I}\lambda _{i}}.

## Beweis
Seien {\displaystyle \langle X_{i}\mid i\in I\rangle }, {\displaystyle \langle Y_{i}\mid i\in I\rangle } zwei Familien von paarweise disjunkten Mengen mit {\displaystyle \vert X_{i}\vert =\kappa _{i}<\lambda _{i}=\vert Y_{i}\vert }. Ohne Beschränkung der Allgemeinheit kann man annehmen, dass {\displaystyle X_{i}\subsetneq Y_{i}}.
Es ist zu zeigen: Es gibt eine injektive, aber keine bijektive Abbildung 
{\displaystyle \Phi \colon \bigcup _{i\in I}X_{i}\to \prod _{i\in I}Y_{i}=\{f\colon I\to \textstyle \bigcup _{i\in I}Y_{i}\mid \forall i\in I\ f(i)\in Y_{i}\}}
Für jedes {\displaystyle i\in I} sei {\displaystyle \alpha _{i}} ein Element aus {\displaystyle Y_{i}\setminus X_{i}}. Sei {\displaystyle \textstyle x\in \bigcup _{i\in I}X_{i}}. Dann gibt es ein eindeutiges {\displaystyle j\in I} mit {\displaystyle x\in X_{j}}. Sei {\displaystyle \textstyle f:=\Phi (x)\in \prod _{i\in I}Y_{i}} die Funktion mit 
{\displaystyle f(i)={\begin{cases}x,&i=j\\\alpha _{i},&i\neq j\end{cases}}}.
Dann ist {\displaystyle \Phi } injektiv.
Sei nun eine beliebige solche Abbildung {\displaystyle \Phi } gegeben. Für {\displaystyle i\in I} definiere {\displaystyle f(i)} als ein Element aus {\displaystyle Y_{i}\setminus \{\Phi (x)(i)\vert x\in X_{i}\}}. Dann ist {\displaystyle f} an der Stelle {\displaystyle i} verschieden von allen Bildern von {\displaystyle \Phi } aus {\displaystyle X_{i}}. Da dies für alle {\displaystyle i\in I} gilt, ist {\displaystyle \Phi } nicht surjektiv und damit nicht bijektiv.

## Folgerungen
Aus dem Satz von König lassen sich weitere Ungleichungen unmittelbar herleiten ({\displaystyle \kappa } und {\displaystyle \lambda } seien Kardinalzahlen):
- Bezeichnet {\displaystyle \operatorname {cf} (\kappa )} die Konfinalität von {\displaystyle \kappa }, so gilt für {\displaystyle \kappa } unendlich {\displaystyle \kappa ^{\operatorname {cf} (\kappa )}>\kappa }.
- für {\displaystyle \kappa >1} und {\displaystyle \lambda } unendlich {\displaystyle \operatorname {cf} (\kappa ^{\lambda })>\lambda }.